# Kanchinakere, Krishnarajanagara
Kanchinakere là một làng thuộc tehsil Krishnarajanagara, huyện Mysore, bang Karnataka, Ấn Độ.